# Jill Bakken
Jill Bakken (ur. 25 stycznia 1977 w Portland) – amerykańska bobsleistka (pilot boba). Złota medalistka olimpijska z Salt Lake City.
Treningi w bobslejach rozpoczęła w 1994. Igrzyska w 2002 były jej jedyną olimpiadą. Bobsleje w wykonaniu pań debiutowały w programie olimpijskim, a Bakken i jej partnerka Vonetta Flowers zostały pierwszymi mistrzyniami olimpijskimi w tej konkurencji.